# 28657 Briandempsey
28657 Briandempsey è un asteroide della fascia principale. Scoperto nel 2000, presenta un'orbita caratterizzata da un semiasse maggiore pari a 2,2146427 UA e da un'eccentricità di 0,0819515, inclinata di 1,39537° rispetto all'eclittica.